# Международный нумизматический совет
Международный совет по нумизматике (INC) — международный координационный орган, созданный для содействия сотрудничеству между нумизматами и учреждениями в области нумизматики или смежных областях. Официально зарегистрирован как ассоциация с 2015 года. Штаб-квартира находится в Винтертуре, Швейцария, совместно с Münzkabinett und Antikensammlung der Stadt Winterthur .
Этот орган был основан в 1934 году как Международная нумизматическая комиссия, а в 2009 году стал Международным нумизматическим советом. В него входят около 160 членов из 38 стран. Деятельность Совета, которая включает присуждение грантов, покровительство исследовательским проектам и организацию Международного нумизматического конгресса, координируется Комитетом из девяти членов. Эти члены избираются представителями институтов-членов Международного нумизматического конгресса. INC также выпускает информационный бюллетень.
В настоящее время членами Комитета являются:
- Майкл Алрам (Президент)
- Пере Пау Рипольес (Вице-президент)
- Мария Каккамо Кальтабиано (Вице-президент)
- Франсуа де Каллатах (Секретарь)
- Бернхард Вайссер (Казначей)
- Ют Вартенберг Каган
- Эндрю Медоуз
- Сесилия фон Хейне
- Александр Бурше

15-й Международный нумизматический конгресс состоялся в Мессине на Сицилии 21-25 сентября 2015 года. 16-й Конгресс состоится в Варшаве, в сентябре 2021 года.